# Антоније Арнот
Антоније Арновљев Арнот (Сегедин, 22. јул 1808 — Будим, 11/23. септембар 1841) био је правник, преводилац са латинског и шпанског, драмски писац, песник, баснописац и публициста. Био је први редовни професор физике у првој високој школи у Србији — Лицеуму Књажества сербског у Крагујевцу, који је класније премештен у Београд и од кога је настао Београдски универзитет. Његов наставнички рад значајан је у развоју природнонаучног образовања у Србији иако се сам није бавио научним радом. За своја предавања прикупљао је различите физичке апарате и тако формирао прву школску збирку у Србији, која представља темељ каснијем Физичком кабинету Природно-математичког факултета у Београду.

## Биографија
Антоније Арновљев Арнот потиче из грађанске породице. Основну школу и гимназију је завршио у родном Сегедину. Потом је са 17 година уписао Лицеј у Кежмарку (данашња Словачка), где је две године (1825—1827) студирао права и филозофију, затим права у Пешти, која је завршио 1831. Заклетву за адвоката „свих угарских права” положио је 1832. године. Већ тада је српским круговима је уживао углед и као стручњак и као човек. Од 1831. је радио као адвокат у Будиму. Исте године се оженио Јелисаветом Крајић, са којом је имао сина Лазара.
На позив Атанасија Николића 1839. је прешао у Кнежевину Србију, предавао физику, најпре на Лицеју у Крагујевцу. Предавања је држао најпре у војној касарни (шпитаљ) на Лепеници, а затим у новом градском конаку. Након што је Лицеј пресељен у Београд, академске 1839/40. први предавач физике је био филозоф Константин Бранковић, али је физику предавао свега два месеца. Антоније Арнот је затим преузео наставу, као први стални професор физике у Београду.
Још док је био у Крагујевцу разболео се, тако да је јуна 1841. тражио одмор како би отишао у Будим ради „сређивања породичних прилика”. У Будиму је и умро, а сахрањен је на пештанском гробљу. Његово место на Лицеју преузео је Ђорђе Мушицки, а у београду је искрено ожаљен. Познати комедиограф и књижевник Јован Стерија Поповић, такође један од првих професора Лицеја, посветио му је песму у својој збирци „Даворје”.

## Професорски рад на Лицеуму
Физика се предаје од самог почетка рада Лицеја, као предмет на другој години. Прво предавање одржано је 10. октобра 1839. године, због чега се тај дан на данашњем Физичком факултету Универзитета у Београду слави као дан Факултета. Први предавач физике је био философ Константин Бранковић, да би га убрзо заменио Антоније Арнот Арновљев.
Антоније Арнот био је први редовни професор физике на Лицеју. Предавања је држао по књизи Атанасија Стојковића „Фисика простим језиком описана за род Славено-Сербски”, штампаној у Будиму у три тома, 1801, 1802. и 1803. године. За своја предавања почео да прикупља различите физичке апарате и тако формирао прву школску збирку у Србији, која представља темељ каснијем Физичком кабинету Природно-математичког факултета у Београду. У томе му је помагао ректор Лицеја Атанасије Николић. Познато је да су они од трговца из Пеште Јосифа Миловука тражили да у Бечу набави, за физички кабинет у Крагујевцу, апарате „по списку приложеном”. Са колико апарата је располагао Лицеј говори податак да је једна соба била ангажована да се о њима стара.
Осим физике, Арнот је на Лицеуму предавао и „пољску” економију и немачки језик.

## Књижевни рад
Још као студент је почео да се бави књижевним радом. Сарађивао је у Летопису Матице српске (1831—1834), где је објављивао поезију и прозу, оригиналне и преведене песме, епитафе, епиграме, сентенције, басне, приповетке, такође чланке из историје, филозофије и природних наука. Објављивао је преводе Сенеке, Курција Руфа и Цицерона са латинског, Карамзина са руског, Михајла Витковића и Андраша Феја са мађарског. Са италијанског је превео шаљиву игру Познато страшило (Знајеми вампир) непознатог италијанског аутора, коју је новосадско Летеће дилетантско друштво играло на гостовању у Загребу и другим местима у Хрватској. Превео је трагедију Несрећно племе, написану на немачком, сегединског сенатора Аркадија Белана, на кога је утицао да почне да пише и на српском језику. Аутор је драме у четири чина Виргинија или Крвава жертва освобожденија, објављене у Будиму 1832. године.
Окупљао је књижевно-интелектуални кружок и учествовао је 1833. у покушају оснивања Књижевног друштва са Јаном Коларом, Лазом Лазаревићем, Ђорђем Мушицким, С. Стојановићем и Јованом Виловским, на иницијативу Јосифа Миловука Стефана Стратимировића. Први покушај оснивања поменутог друштва, почетком маја 1833. године, доживео је неуспех. Иако је крајем марта 1835. године овом Српском књижевном друштву дозвољен рад, оно никада није основано. Уместо тога Арнот је покренуо свој лист.

### ЛистСербска новина или Магазин за художество, књижество и моду
Арнот је 1838. године, у сарадњи са пештанским сликарем, бакроресцем и литографом Домиником Перласком, покренуо журнал за даме Сербска новина или Магазин за художество, књижество и моду. Часопис је излазио свега две године, 1838. у Будиму и 1839. године у Пешти. Први број је изашао 1/13. јануара 1838. Перласка је 1839. изашао из заједничког посла, а Арнот је наставио да издаје гласило, скративши му назив – Магазин за художетво, књижество и моду. Овај илустровани журнал за даме излазио је двапут недељно, четвртком и недељом.
У часопису је Перласка, који је био издавач магазина, објављивао бакрорезну графику и модне цртеже. То су били први овакви прилози у српском новинарству. У првом броју објављен је бакрорез Свети Сава просветитељ са децом, а изашли су и портрети Милована Видаковића и Димитрија Давидовића. Око листа се окупила већина оновремених српских писаца, а јављали су се и многи дописници са вестима из музичког, позоришног и друштвеног живота Срба у Угарској. Од десетог броја у магазину је објављивана прва српска књижевна библиографија. Изашле су кратке биографије писаца, од Димитрија Аврамовића до Вука Стефановића Караџића.
Лист је писао о културним кретањима не само код Срба, него и код осталих централноевропских и балканских народа. Прве године је објављивао  који је радио, начешће посебне ликовне прилоге. По саветима и прилозима ових новина одевале су се српске жене и мушкарци крајем четврте и у петој деценији 19. века. Лист је био богато илустрован, доносио је и библиографске податке о српским књигама и новинама, литерарне прилоге и практичне поуке, а пропраћен је и списком пренумераната. У часопису је 1838. и 1839. године објављивао ретроспективне библиографије српских писаца од 1741. до 1839. године.
Антоније Арнот био је велики познавалац српског књижевног издаваштва, посебно је био обавештен и на којој књизи тренутни писци раде и које књиге имају у рукопису. Посебно је познавао књижевно издаваштво у Бечу и Будиму. Бележио је све књиге које су написали Срби или су написане на српском језику, без обзира на то где су штампане или објављене. У свом библиографском раду исправљао је грешке својих претходника, што представља важан извор за српску књижевну историју.
У првој години објављивања часописа је одабрао 191 српсих писаца, а у наредној години је додао још 62 писца са 195 библиографских јединица. У предговору је објаснио да она обухвата имена свих српских писаца распоређених по азбучном реду и сва она српска дела која су до тог тренутка објављена са критичким напоменама. Нажалост, комплетна библиографија није објављена, нити је сачувана у рукопису, а на основу објављених делова може се закључити да је била ретроспективна, анотирана у азбучном редоследу и веома потпуна и обухвата податке и о 85 наслова којих нема код Стојана Новаковића.
Због малог броја пренумерата часопис је обустављен 1839. године.